# لیبرتی هیل، شهرستان جکسون، آلاباما
لیبرتی هیل (به انگلیسی: Liberty Hill) یک منطقهٔ مسکونی در ایالات متحده آمریکا است که در شهرستان جکسون، آلاباما واقع شده‌است. لیبرتی هیل ۴۶۳٫۰ متر بالاتر از سطح دریا واقع شده‌است.